# Ixora sambiranensis
Ixora sambiranensis là một loài thực vật có hoa trong họ Thiến thảo. Loài này được Homolle ex Guédès mô tả khoa học đầu tiên năm 1986.